# Vesztergom Andrea
Vesztergom Andrea (Zirc, 1977. május 16. –) kortárs magyar költő.

## Magánélete
19 éves kora óta él Budapesten. Két kisgyermek (Marcell és Nimród) édesanyja.[forrás?] Irodalommal – érintőlegesen – gyermekkora óta foglalkozik. Aktívan 2000 óta publikál. A szociális szakma területén dolgozik, eredeti területe a gyermek- és ifjúságvédelem. Hosszabb ideig dolgozott a Budapest XVIII. kerületi Reménység Gondozási Központban. Pedagógus, főként autizmussal élő gyerekekkel foglalkozik.

## Költői munkássága
Első publikációi az Item Kiadó gondozásában jelentek meg, amelyek zömmel gyermekversek voltak. Tízéves volt, amikor álnéven megjelent első verse a Képes Újság Gyermeksarok rovatában. Legkedvesebb szerzői: Áprily Lajos, Jékely Zoltán, Kányádi Sándor, Lator László. A legnagyobb hatást azonban Juhász Gyula, Szabó Lőrinc és Nemes Nagy Ágnes költészete gyakorolta művészetére.
Első önálló verseskötete 2006-ban látott napvilágot, Az örökbe tévedt idő címmel, a Közdok Kiadó gondozásában, majd ezt követte szintén a Közdok Kiadónál a második kötete, a KörüLYRAtlan című verseskötet, melyben az őt jellemző szonettkoszorúk is szerepeltek.
A 2010. évi Ünnepi könyvhétre jelent meg harmadik kötete, amely az Égi csöndrögök címet viseli (Írmag Könyvkuckó), s amelyhez Benyhe János, a Magyar PEN Club főtitkára írt bevezetőt.
Rendszeresen publikált az Item, a Raszter és az Accordia Kiadó antológiáiban, a Lyra, a Kláris, a Napsziget és a Délibáb című irodalmi folyóiratokban. Verseit dr. René Bonnerjea angol költő, nyelvészprofesszor fordította angol nyelvre, a Magyar Verskoszorú két kiadásában, amely a Bíró Family Kiadónál jelent meg. A 2008-ban megjelentetett Magyar Verskoszorú Új antológia című verskötetben együtt szerepelt tíz másik magyar költővel: Horváth Magdi, Kemenes Kálmán, Vesztergom Andrea, Bognár Stefánia, Dobrádi István, Czák Mária, Szilágyi Nóra, Györgyi Béla, Kurkó Éva, Gácsné Ring Renée, Svábenszki Pál.
Az Accordia kiadónál, 2004-ben megjelent "A fehér tükrei", a 2005-ben megjelent „Szavak világtükörben”, a 2007-ben megjelent "Szép írások" című antológiákban szerepeltek versei. és néhány alkotása megtalálható az Irodalmi Rádió honlapján is.
2012. szeptemberében az Irodalmi Jelen független, irodalmi havilapban közölték műveit "Mégis elvesz – Vesztergom Andrea versei" címmel. Az első megjelenést követően ugyanott, 2013. márciusban jelentek meg írásai.

A 2015-ben megjelent Szünet a semmiben című verseskötetének egyik értékelője szerint „Kétségtelen, alanyi lírával van dolgunk, a versek azonban túlmutatnak az önkifejezésen, nem válnak naplószerű terápiaköltészetté, a személyesség az alkotások előnyére válik, a tematika miatt az olvasó gond nélkül magára szabhatja ezt a színes, leheletfinom verskosztümöt.” 
2019-ben a Magyar Írószövetség „Az év versei 2019 antológia” című kiadványának egyik szerzőjeként részt vett a Magyar Napló által, a magyar költészet napján rendezett „Versmaraton” rendezvényén (a Petőfi Irodalmi Múzeumban).

### Szonettkoszorúk
Vesztergom Andrea költészetének egyik különlegessége mesteri szonettkoszorúk komponálása. Szigorú verstani szabályok szerint megalkotott szonettciklusainak utolsó darabja – egyúttal a "koszorú" alapja és tartóoszlopa – az úgynevezett mesterszonett.
Vesztergom Andrea szonettkoszorúihoz (Britkaságok címmel az Égi csöndrögök verseskötetében szerepelnek) a mesterszonettet, a hozzá közel álló brit irodalom jeles képviselőinek művei közül választotta ki, "kölcsönvéve" a híres szerzők szonettjeinek magyar nyelvre lefordított sorait, amelyek így, az általa alkotott szonettkoszorúk tizenötödik. szonettjeként, azaz mesterszonettként, a szubjektív kibontakoztatás által egy új értelmet nyertek.
|                                   |                             |                        |                                |                        |
| Vesztergom Andrea szonettkoszorúi | Mesterszonett alkotója      | Mesterszonett címe     | Mesterszonett magyar fordítója | Olvasás                |
| Lélek-hidak                       | William Wordsworth          | A Westminster hídon    | Radnóti Miklós                 | aranylant.hu           |
| A vadvirágok édes illata          | Samuel Taylor Coleridge     | A természethez         | Szokolay Zoltán                | iroklub.napvilag.net   |
| Átlényegülés                      | Elizabeth Barrett Browning  | XXII. Portugál szonett | Kardos László                  | iroklub.napvilag.net   |
| Áramlás                           | Oscar Wilde                 | Hélas                  | Kosztolányi Dezső              | iroklub.napvilag.ne    |
| Beleolvadás                       | William Shakespeare         | LX. szonett            | Keszthelyi Zoltán              | iroklub.napvilag.net   |
| Belémerülés                       | John Keats                  | Utolsó szonett         | Szabó Lőrinc                   | iroklub.napvilag.net   |
| Porban, csillagokban              | Henry Constable             | Szonett Dianához       | Lator László                   | iroklub.napvilag.net   |
| Vak világ                         | John Milton                 | A vak szonettje        | Rossner Roberto                | aranylant.hu           |
| Szívig szárnyalás                 | Christina Georgina Rossetti | Szárnyalás             | Rossner Roberto                | aranylant.hu           |
| Jégtükör-rianás                   |                             |                        |                                | irokilencek.gportal.hu |

### Emlékház
Tisztelgő EMLÉKHÁZ versciklusának darabjai, a költő elődök szellemének megidézése. A költő lényéből fakadó célja, hogy a számára kedves költőnőknek a hangját ötvözze a saját életérzéseivel, illetve, azzal a hatással, amelyet saját művészetébe tudott építeni az elődök költészetéből.
|               |                              |                  |                      |
| Emlékház      | Vesztergom Andrea költeménye | Megidézett költő | Olvasás              |
| Emlékház I.   | A Válasz angyala             | Sárközi Márta    | iroklub.napvilag.net |
| Emlékház II.  | Láng volt                    | Pinczési Judit   | iroklub.napvilag.net |
| Emlékház III. | Nemes Nagy Ágnes emlékére    | Nemes Nagy Ágnes | iroklub.napvilag.net |
| Emlékház IV.  | Láthatatlanul                | Rab Zsuzsa       | iroklub.napvilag.net |
| Emlékház V.   | Keserű rózsa                 | Stetka Éva       | iroklub.napvilag.net |
| Emlékház VI.  | Vendég, idegen               | Czóbel Minka     | iroklub.napvilag.net |
| Emlékház VII. | Csibészhercegnő              | Szécsi Margit    | iroklub.napvilag.net |

### Költészetéről
Vesztergom Andrea verseiben a képek és színek a kaleidoszkóp kristály darabkáihoz hasonlatosan, apró részletekben, leleményes, találékony, ötletgazdagsággal villannak az olvasó elé, melyek az időben és térben, változatos formákat öltenek, amint a vers ritmusát megkomponáló hangulatok is, amelyek mesteri, költői eszközökkel határozzák meg a külvilág látványelemeit. A költemények igazi erejét az adja, hogy szerzőjének valós élményanyaga és gazdag olvasmányélményei határozzák meg az őszinte gondolatok mélységét, miközben a rím és a ritmus görgeti a költő műveltséganyagát. Versei a divathullámokkal ellenkezve az irodalmi kánon megújulásának jelzői, amelyek önéletrajzi ihletésű élmények, a test és az identitás artikulálhatóságára helyezik a hangsúlyt. Verseiben a legfőbb költészet teremtő s egyben kohéziós erő az "enjambement" (áthajlás, átívelés, átkötés) alkalmazása.

### Ismertebb versei
- Saroklakó[39]
- Kistestvérem született[40]
- Hát hajrá, új tanév[41]
- Kiterítve[42]
- Költészet, Versek, Isten Veletek[43]

### Prózai művek
- Dorottya[44]
- Csuri[45]
- Fióka[46]
- Szociofotók I. (igaz történetek, erősebb idegzetűeknek)[47]

### Antológiák
- 2004 – A fehér tükrei, Accordia kiadó, ISBN 978-963-9502-85-7
- 2005 – Szavak világtükörben, Accordia kiadó, ISBN 963-834-1149
- 2005 – Szárnypróbálgatók, Raszter Könyvkiadó & Nyomda, Csongrád
- 2007 – Szép írások, Accordia kiadó, ISBN 9771788984004
- 2007 – Magyar verskoszorú – A wreath of hungarian poems, Budapest, Biró Family Kft., ISBN 963-736-514-1
- 2008 – Fohász Fortunához – a Tizek társaságának verses gyűjteménye, Budapest, Közdok kiadó, ISBN 978-963-552-410-5
- 2009 – Magyar Versek Kertje – A Garden of Hungarian Poems, Budapest,[48]
- 2011 – Túl az Óperencián – Beyond the Rainbow, Budapest, Biró family Kft., ISBN 978-615-5102-07-3
- 2013 – Meridiánok – Allegória Művészeti Portál és a tanítványi láncolat irodalmi műhely[49]
- 2019 – Az év versei 2019 – Magyar Napló Kiadó, Budapest, 2019, ISBN 9771588564192

### Kötetei
- 2006 – Az örökbe tévedt idő (önálló verseskötet), Budapest, Közdok, ISBN 963-552-391-2[50]
- 2007 – KörüLYRAtlan (önálló verseskötet), Budapest, Közdok, ISBN 978-963-552-405-1[51]
- 2010 – Égi csöndrögök (önálló verseskötet), Budapest, Írmag Könyvkuckó, ISBN 978-963-85165-8-9[52]
- 2010 – Emlékkatlan (prózák és versek), Budapest, Írmag Könyvkuckó, ISBN 978-963-88894-2-3[53]
- 2011 – Szeretet pataka (prózagyűjtemény), Budapest, Írmag Könyvkuckó
- 2015 – Szünet a semmiben, Arad, Concord Media Jelen kiadó, ISBN 9789737658463
- Jóbi Annamária: Kötött – szabad / Vesztergom Andrea: Kötött – szabad; Kalamáris Baja, 2022
- Árnyalhatóan, őrizetlenül; Kék-Fehér Könyvek, Pápa, 2021

### Egyéb művek
- 2009 – Vesztergom Andrea és Szokolay Zoltán összeállítása: Emlékkönyv Kemenes Kálmán költő kilencvenedik születésnapjára, Budapest, Írmag Könyvkuckó ISBN 9789638516596[54]

### Irodalmi elismerései
- 2002 – az Accordia Kiadó Irodalmi Nívódíja
- 2005 – Szárnypróbálgatók Országos Költői verseny – kétszeres bronz oklevél
- 2005 – Boldog Jövőnkért Alapítvány és a Lyra irodalmi antológia által alapított Mécs László irodalmi díj fődíja[55]
- 2006 – az Alföld Kulturális Egyesület, a Raszter Kiadó és a Magyar Írók Nemzetközi Szövetsége dél-magyarországi szervezetének közös költészeti pályázatának kétszeres bronz oklevele
- 2006 – Cserhát Művész Kör Aranyoklevél
- 2016 – Irodalmi Jelen díj[56]